# Eugalta bakeri
Eugalta bakeri är en stekelart som beskrevs av Baltazar 1955. Eugalta bakeri ingår i släktet Eugalta och familjen brokparasitsteklar. Inga underarter finns listade i Catalogue of Life.